# Juraj Raninec
Juraj Raninec (* 16. února 1968 Trenčín) je český politik ODS, v letech 2006 až 2010 poslanec Poslanecké sněmovny, od roku 2008 nezařazený poslanec kritický k vládě Mirka Topolánka. V komunálních volbách v roce 2014 byl zvolen zastupitelem města. Pro období 2014–2018 působil jako první místostarosta České Lípy.

## Biografie
V letech 1982–1986 vystudoval Střední průmyslovou školu stavební v Trenčíně (obor dopravní stavby), pak pracoval v letech 1986–1990 jako referent na úseku požární prevence na Okresné správe zboru požiarnej ochrany Trenčín. V letech 1987–1989 absolvoval vojenskou základní službu. V období let 1991–2002 byl příslušníkem hasičského záchranného sboru v České Lípě, v letech 1995 až 2002 byl zástupcem ředitele. Od roku 1994 je ženatý, má jedno dítě.
Už v letech 1991–1995 byl členem ODS, ale členství přerušil roku 1995 kvůli pracovnímu zařazení. Opětovně se členem ODS stal roku 2003. Roku 2005 se stal místopředsedou oblastního sdružení ODS Česká Lípa. V roce 2014 se stal předsedou oblastního sdružení ODS v České Lípě.
V roce 1991–1993 studoval na Střední odborné škole požární ochrany MV ČR ve Frýdku-Místku (pomaturitní kvalifikační studium při zaměstnání). V období let 1993–1996 absolvoval bakalářské studium na Právnické fakultě Masarykovy univerzity v Brně. V letech 2001 až 2007 studoval magisterské studium na Právnické fakultě Západočeské univerzity v Plzni (absolvoval roku 2007). V roce 2006 působil jako poradce hejtmana Libereckého kraje Petra Skokana pro oblast legislativy a byl asistentem senátora Karla Tejnory. Pracoval pro zastupitelstvo Libereckého kraje (člen kontrolního výboru).
Ve volbách v roce 2006 byl zvolen do Poslanecké sněmovny Parlamentu ČR za ODS (volební obvod Liberecký kraj). Působil jako člen výboru pro bezpečnost, výboru pro obranu a volebního výboru. Byl členem podvýboru pro Integrovaný záchranný systém, volební komise, stálé komise pro kontrolu činnosti Bezpečnostní informační služby a stálé komise pro otázky Ústavy České republiky. Do září 2008 byl členem poslaneckého klubu ODS, pak zasedal jako nezařazený poslanec. Ve sněmovně setrval do voleb v roce 2010.
Jeho odklon od ODS a politiky vlády Mirka Topolánka vyvrcholil v roce 2008, kdy se opakovaně vyjadřoval kriticky k politice koaliční vlády. Odmítl podpořit návrh zákona o církevních restitucích. Spolu s dvěma dalšími členy ODS (Vlastimilem Tlustým, Janem Schwippelem) dvakrát zablokoval projednávání vládní předlohy.
Dne 15. září 2008 po déle trvajících sporech s vedením ODS vystoupil z poslaneckého klubu ODS na znamení nesouhlasu s tím, jak se vedení klubu postavilo ke kauze jejich stranického kolegy Jana Moravy, jenž se měl snažit shromažďovat kompromitující materiály na některé poslance (včetně Juraje Ranince). Prohlásil: „Jsem osobně přesvědčený o tom, že tato kauza svoji závažností útočí přímo na základy demokratického právního státu, a pokud nebude důsledně objasněna, nelze očekávat, že se v budoucnosti něco podobného nebude opakovat.“ V lednu 2009 pak mluvil o tom, že plánuje i vystoupení z ODS, jejím členem ale zůstal.
Na rozdíl od poslanců Vlastimila Tlustého a Jana Schwippela nehlasoval v březnu 2009 pro vyslovení nedůvěry vládě Mirka Topolánka. V projevu ve sněmovně řekl: „Mám tisíc výhrad proti této vládě, ale jako odpovědný pravicový politik nechci pomáhat nástupu levice k moci, a proto nebudu dnes hlasovat pro vyslovení nedůvěry této vládě.“
Podle zveřejněných dokumentů z archivu vojenské kontrarozvědky figuruje Juraj Raninec v registračních protokolech této bezpečnostní složky bývalého československého komunistického režimu jako důvěrník. Svou spolupráci odmítá a tvrdí, že do protokolů kontrarozvědky se mohl dostat nevědomky během základní vojenské služby. Má čisté lustrační osvědčení.[zdroj?]
V krajských volbách v roce 2016 kandidoval na kandidátce ODS do zastupitelstva Libereckého kraje. Ačkoli byl na třetím místě kandidátky, do zastupitelstva se vlivem preferenčních hlasů nedostal. Krajským zastupitelem se ale nakonec přece jen stal, a to poté, co jeho stranický kolega Petr Beitl na svůj mandát na konci února 2018 rezignoval. Ve volbách v roce 2020 již nekandidoval.